# Khādī

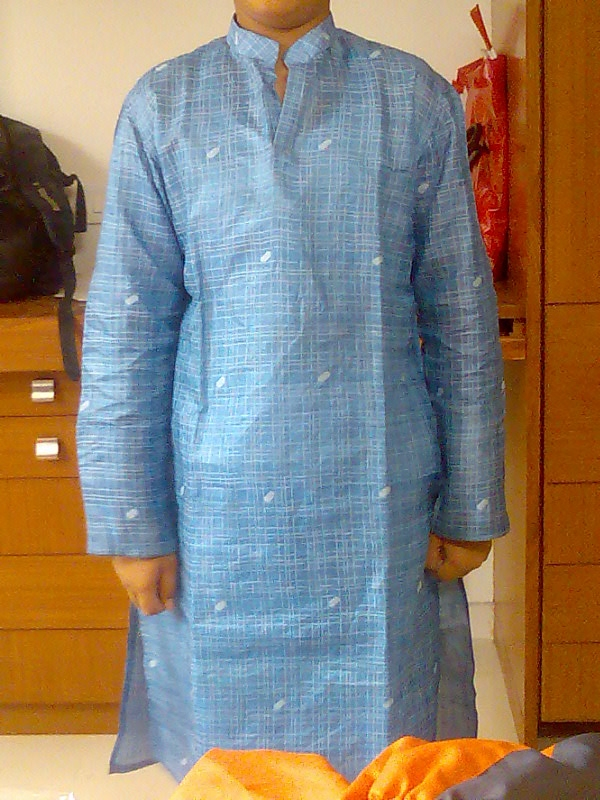
Kurta en khādī bleu.

Le terme d'origine indienne khādī (devanāgarī: खादी, Nastaliq: کھڈی) ou khaddar (devanāgarī: खद्दर, Nastaliq: کھدّر) signifie « coton ».
Le khādī est un tissu indien filé et tissé à la main. 

## Caractéristiques
Les matériaux utilisés peuvent être le coton, la soie ou la laine, qui sont filés sur un rouet appelé charkha. C'est un tissu polyvalent, frais l'été et chaud l'hiver. Cependant, comme il fait appel à des matériaux assez bruts, il se chiffonne plus aisément que d'autres tissus de coton. De façon à en améliorer l'aspect, le khādī est souvent amidonné pour avoir plus de tenue. Il est très largement accepté y compris dans la mode. 

## Signification
Pour les Indiens, le khādī a une forte valeur sentimentale. Il est souvent associé avec le Mahatma Gandhi. Quelqu'un a dit « le premier véritable designer indien a été le Mahatma Gandhi, du fait de son appel aux Indiens pour qu'ils portent des vêtements en khādī ». L'appel de Gandhi avait été causé par le besoin d'apprendre aux Indiens à compter sur eux-mêmes, et à prouver aux Anglais l'unité de l'Inde. Le khādī symbolisait également le besoin et l'importance de produits manufacturés indigènes, ainsi que la résistance de l'Inde face à la puissance coloniale. De ce fait, le khādī a acquis une signification identitaire.
Après l'indépendance, le khādī était le tissu utilisé pour les uniformes d'école. Aujourd'hui, le khādī incarne pour les anciennes générations la nostalgie de leur jeunesse. 
Pour les nouvelles générations,  le khādī représente la corruption dans le système politique indien. D'où la baisse d’intérêt pour ce tissu. 